# Calcio in Albania
Le tracce più antiche del gioco del calcio in Albania risalgono al 1905. Alcune partite informali di Top-Kambe (come veniva chiamato il calcio all'epoca) venivano già segnalate.
Il vero debutto del calcio in Albania lo si ebbe attorno al 1913 con la fondazione dell'«Indipendenca Shkodra» di Polak Nika, considerato il pioniere del calcio albanese. Questa squadra, che si vantava di aver ottenuto l'indipendenza del paese, ottenuta nel 1912, affrontò una squadra di militari austriaci nel settembre del 1913. Grazie alla fama ottenuta da quella gara, la squadra effettuò una tournée attraverso l'intero paese, provocando al loro passaggio la formazione di altri club.
Un vero e proprio inizio del campionato lo si ebbe nel 1930, alla contemporanea nascita della Federazione di calcio (affiliata alla F.I.F.A. nel 1932 e all'U.E.F.A. nel 1954) mentre la Coppa Nazionale debuttò nel 1939. La nazionale albanese di calcio disputò la sua prima gara internazionale ufficiale soltanto nel 1946. Non ha mai partecipato a nessuna fase finale della Coppa del Mondo o della Coppa Europa. Al luglio 2006, l'Albania è stata classificata dalla F.I.F.A. al 65º posto con 478 punti.
Attualmente la struttura dei campionati di calcio in Albania è suddivisa in una Prima Divisione di 10 squadre (il vecchio Kampionat Shqipërie, oggi Superliga Shqipëria), una Seconda Divisione denominata Kat. I con 12 squadre a girone unico ed una Terza Divisione a due gironi denominata Kat. II Grupi A e B di 12 squadre ciascuno per un totale complessivo di 46 formazioni (nella stagione 1998-1999 erano 53). Non esiste una Supercoppa d'Albania e nemmeno un torneo di calcio femminile.